# Cerkiew Zaśnięcie Bogurodzicy w Uhryńie
Cerkiew Zaśnięcie Bogurodzicy w Uhryńie (ukr. Церква Успіння Пресвятої Богородиці) – cerkiew prawosławna (Kościół Prawosławny Ukrainy), we wsi Uhryńie (hromada Zawodśke, rejon czortkowski, obwód tarnopolski) na Ukrainie.

## Historia
Zgodnie z legendą, we wsi istniała kiedyś drewniana cerkiew Świętej Wielkiej Męczennicy Warwary. Cerkiew spłonęła, ale ikona ocalała. Później mieszkańcy wsi zbudowali większą świątynię, poświęcając ją ku czci świętego kaznodziei Paraskewicza.
W 1870 roku zakończono budowę kamiennej cerkwi. Metropolita Josyf (Sembratowycz) poświęcił ją ku czci Zaśnięcia Przenajświętszej Bogurodzicy. Tego samego dnia zainstalowano przypadkowo znaleziony przez traktorzystów dzwon wraz z dwoma mniejszymi.
W 1991 roku, dzięki ofiarom parafian, kołchozu, a także bractwa i siostrzeństwa, cerkiew została otynkowana na nowo. W 1994 roku urządzono i poświęcono miejsce objawienia się ikony Matki Bożej. Wewnętrzne malowidła świątyni wykonali w 1997 roku artyści z Buczacza i diak z Czortkowa.
W 2005 roku pewna rodzina podarowała nową bramę wejściową, a parafianie uporządkowali i wyłożyli płytkami dziedziniec kościelny. W 2006 roku rozpoczął się remont świątyni: jeden krzyż został ufundowany przez jedną rodzinę, a środkowy krzyż ofiarowało wiele rodzin.
15 grudnia 2018 roku świątynia i parafia przyłączyły się do Prawosławnego Kościoła Ukrainy.
Nad cudowną ikoną zachował się tryzub z 1870 roku.